# Rallicola extinctus
Rallicola extinctus är en insektsart som först beskrevs av Wolfram Mey 1990.  Rallicola extinctus ingår i släktet Rallicola och familjen fjäderlöss. Inga underarter finns listade i Catalogue of Life.